# Хольт, Анне
Энн Холт (р. 16 ноября 1958 года) — норвежская писательница, юрист и бывший министр юстиции.

## Биография
Родилась в 1958 году, в городе Ларвик (Норвегия). Изучала право и работала в полиции, была заместителем начальника полиции Осло. С 25 октября 1996 года по 4 февраля 1997 года Хольт была министром юстиции Норвегии. В начале 90-х годов стала печатать в периодике статьи по проблемам преступности. Позднее она становится профессиональной писательницей.
Хольт по-прежнему работает адвокатом, возглавляет одну из лучших юридических фирм в Норвегии. Она также ведёт футбольную колонку в одной из крупнейших норвежских газет.